# Janusz Lewandowski

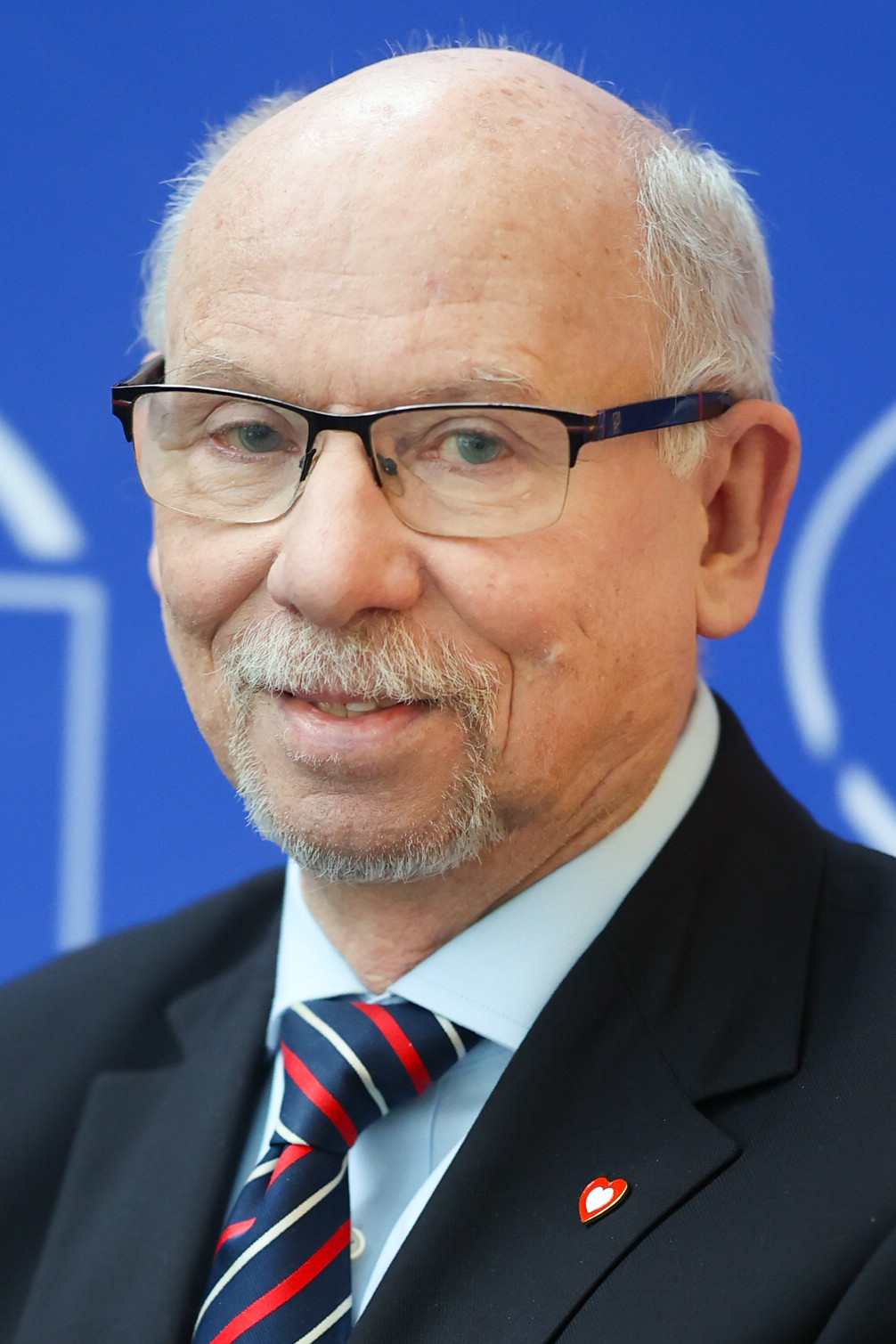
Janusz Lewandowski

Janusz Antoni Lewandowski (* 13. Juni 1951 in Lublin) ist ein polnischer Wirtschaftswissenschaftler und liberaler Politiker (KLD, UW, PO). Er war Sejm-Abgeordneter von 1991 bis 1993 und von 1997 bis 2004 in der I., III. und IV. Legislaturperiode sowie polnischer Minister für Privatisierung. Von 2004 bis 2010 war er Mitglied des Europäischen Parlaments. Von 2010 bis 2014 war er Mitglied des Europäischen Kommission, wo er für das Ressort Finanzplanung und Haushalt zuständig war. Seit 2014 gehört er erneut dem Europäischen Parlament an.

## Leben und Beruf
Janusz Lewandowski studierte Ökonomie an der Universität Danzig, wurde 1974 Magister, 1984 Doktor der Wirtschaftswissenschaften. Während seines Studiums war er auch sportlich aktiv und wurde Medaillengewinner bei den polnischen Hochschulmeisterschaften im Sprint. Er unterrichtete an der Danziger Universität von 1974 bis 1983. Danach war er bei den Polnischen Ozean-Linien beschäftigt. Lewandowski hielt Vorträge an der Harvard-Universität und gründete in Danzig das Forschungsinstitut für Marktwirtschaft (Instytut Badań nad Gospodarką Rynkową). Er arbeitete von 1994 bis 1997 als Experte unter anderem im Ausland.
Er war Mitarbeiter bedeutender polnischer Zeitschriften. Lewandowski ist verwitwet und hat eine Tochter.

## Politik
Janusz Lewandowski war von 1980 bis 1989 Wirtschaftsberater der Gewerkschaft Solidarność. Zusammen mit Jan Krzysztof Bielecki, Jacek Merkel und Donald Tusk gründete er 1988 die Danziger Sozial-Ökonomische Gesellschaft „Kongress der Liberalen“, aus der 1990 die Partei Kongres Liberalno-Demokratyczny (KLD) hervorging. Er wurde bei der ersten freien Parlamentswahl 1991 für den KLD in den Sejm gewählt. Dort gehörte er ab 1992 der Fraktion „Polski Program Liberalny“ an, die überwiegend aus KLD-Mitgliedern bestand. Er war Minister für Privatisierung in den Regierungen von Jan Krzysztof Bielecki (1990–1991) und Hanna Suchocka (1992–1993). In seiner ersten Amtszeit leitete er die Gründung der Warschauer Wertpapierbörse. Nach der Wahlniederlage seiner Partei, sie scheiterte bei der Parlamentswahl 1993 mit 4,0 % der Stimmen an der neu eingeführten Sperrklausel, schied er aus dem Parlament aus. Durch den Zusammenschluss der KLD mit der Unia Demokratyczna wurde er 1994 Mitglied des Fusionsprodukts Unia Wolności (UW). Bei der Parlamentswahl 1997 wurde er für diese und bei der Parlamentswahl 2001 für die neu gegründete Platforma Obywatelska in den Sejm gewählt. Lewandowski ist Mitglied des Vorstandes der Bürgerplattform.
Von April 2003 bis April 2004 war er zunächst Beobachter beim Europäischen Parlament und nach dem Beitritt Polens zur EU stimmberechtigtes Mitglied. Bei der Europawahl 2004 wurde er mit 79.879 Stimmen in das Europäische Parlament gewählt. Er war zweieinhalb Jahre lang Vorsitzender des Haushaltsausschusses. Bei der Europawahl 2009 wurde er erneut mit 107.529 Stimmen ins Europäische Parlament gewählt. Im November 2009 wurde er als Kommissar für Finanzplanung und Haushalt in der Kommission Barroso II nominiert und trat das Amt am 10. Februar 2010 an.
Bei den Europawahlen 2014 trat Lewandowski als Spitzenkandidat der Platforma Obywatelska in der Woiwodschaft Pommern an. Er erhielt 20,17 % der Stimmen und einen Sitz im Europäischen Parlament, woraufhin er am 1. Juli 2014 von seinem Kommissarsposten zurücktrat und in das Parlament wechselte. Am 23. Juli 2014 wurde er zum Vorsitzenden des Parlamentarischen Budget-Komitees gewählt. Auch berief ihn Premierministerin Ewa Kopacz als Nachfolger von Jan Krzysztof Bielecki 2015 an die Spitze des Wirtschaftsrates (Rada Gospodarcza) der Regierung. Dieses Amt übte er bis 2016 aus. Auch bei den Europawahlen 2019 (über das Wahlbündnis Koalicja Europejska) und 2024 (über das Wahlbündnis Koalicja Obywatelska) erhielt er erneut ein Mandat.

## Ehrungen
- 2011 Kommandeurskreuz des Ordens Polonia Restituta[11]